# Linea di Davide

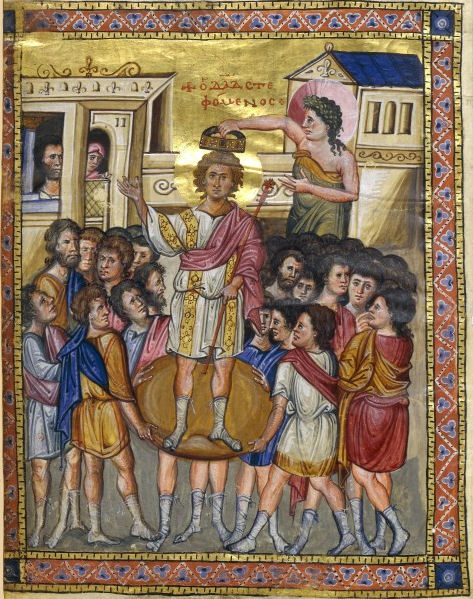
L'incoronazione di Davide, nel Salterio di Parigi, dipinto(circa 950 d.C.) conservato a Parigi nella Biblioteca Nazionale

La linea di Davide o Casa di Davide si riferisce alla discendenza del re di Israele Davide, secondo la Bibbia ebraica, il Nuovo Testamento e quanto successo nei secoli seguenti.
Secondo la Bibbia, Davide, della tribù di Giuda, fu il terzo re del Regno di Israele e Giuda. A lui succedette il figlio, Salomone. Dopo la morte di quest'ultimo, le dieci tribù del nord respinsero la linea davidica, rifiutandosi di accettare il figlio di Salomone, Roboamo, e invece scelsero come re Geroboamo e formarono il nordico Regno d'Israele. Le tribù meridionali di Giuda e di Beniamino rimasero leali alla casa di Davide e il loro regno divenne noto come Regno di Giuda. Tutti i successivi re di Giuda, tranne Atalia di Giuda, furono detti diretti discendenti di Davide. Il regno cadde sotto il dominio dell'Impero neo-babilonese nel 587/6 a.C.. Gli Asmonei, che instaurarono la loro monarchia in Giudea nel 2º secolo a.C., non furono considerati collegati alla linea davidica né alla Tribù di Giuda.
Nell'Ebraismo e nel Cristianesimo, la Linea Davidica è la linea del sangue dalla quale il Messia ebraico ha un'ascendenza patrilinea. Nell'escatologia ebraica, il Messia è un futuro re ebreo discendente dalla linea davidica, che ci si aspetta che diriga il popolo ebraico durante l'Era Messianica e il mondo a venire. I Vangeli Cristiani sostengono che Gesù discende dalla linea Davidica e quindi è il legittimo Messia ebreo. Il Nuovo Testamento, nei libri di Matteo e di Luca, fornisce due diverse versioni della genealogia di Gesù che risalgono fino a Davide. Secondo la legge del Levirato, se un padre aveva un unico discendente che era femmina, cioè Maria, la discendenza davidica veniva garantita dal fatto che un uomo della stessa tribù la prendesse in moglie: in tal modo il figlio nato da lei veniva attribuito legalmente al genitore di lei, quindi come discendente davidico, per mantenere salva l'eredità genealogica di lei. 

## Storicità

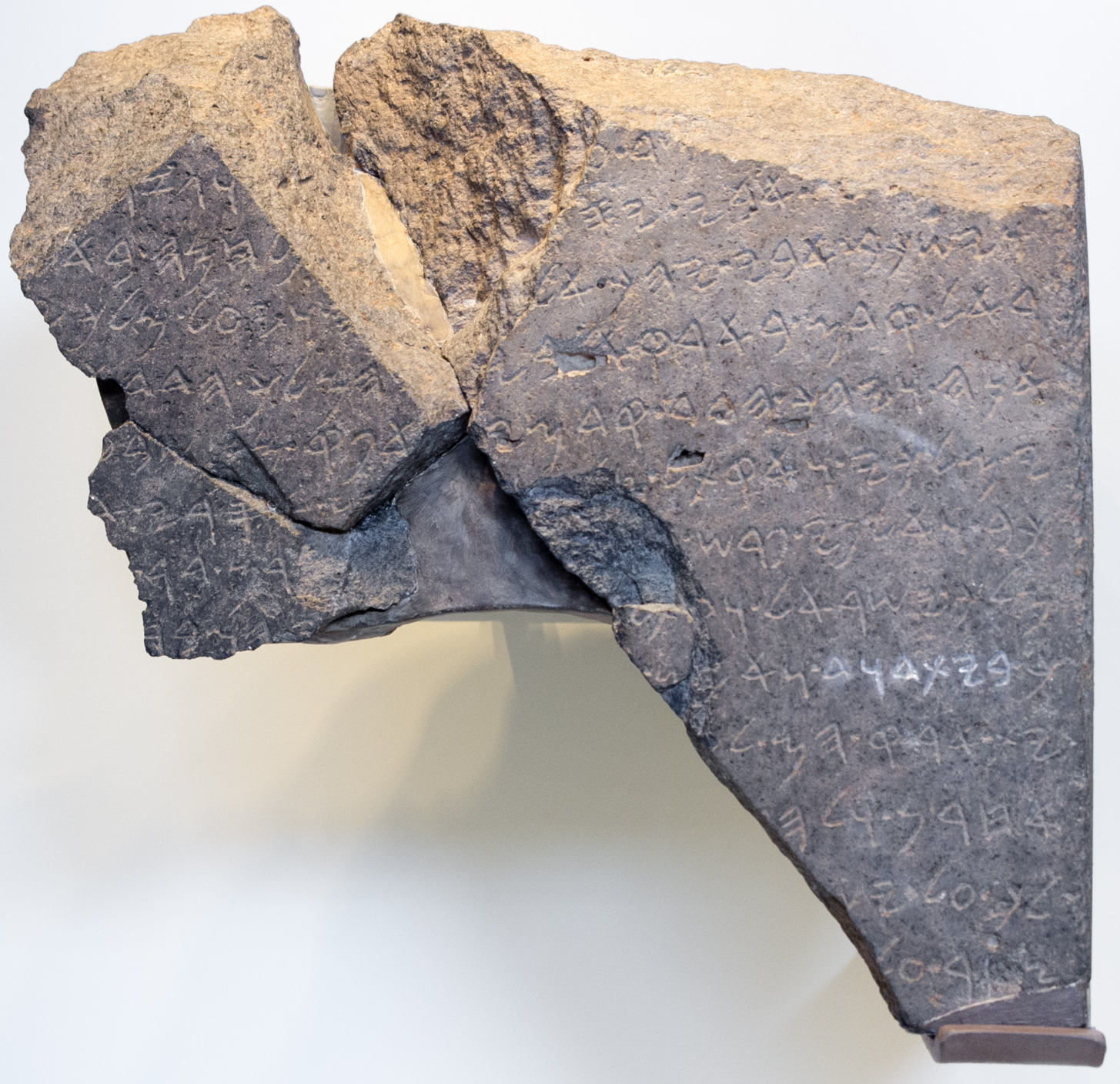
La Stele di Tel Dan, con citazione della "Casa di Davide" evidenziata in bianco.

Molto poco si sa in conclusione sulla Casa di Davide. La Stele di Tel Dan cita la morte del re regnante da "BYTDWD", (interpretata come "Casa di Davide") e quindi è di gran lunga la sola citazione extrabiblica esplicita di Davide stesso. La stele è datata al circa 840 a.C.; comunque, il nome del re davidico non è totalmente conservato, tanto che la stele non è sopravvissuta fin dal 9º secolo a.C.. Tutto ciò che rimane del nome è la sillaba finale, l'estremamente comune teoforico suffisso -yahū. Poiché la stele fa coincidere la morte del re davidico con quella di Ioram, il re del Regno di Samaria, gli studiosi hanno ricostruito il secondo re caduto come Acazia, il solo re contemporaneo a Jehoram con un nome che termina in -yahū.
Il primo non ambiguo attestato re della linea davidica è Ozia, che regnò nell'8º secolo a.C., circa 75 anni dopo Ahaziah, che è citato su sigilli di bolle appartenenti ai suoi servi Abijah e Shubnayahu. Ozia potrebbe essere citato negli annali di Tiglatpileser III; comunque i testi sono molto frammentari. Inoltre, una pietra tombale, datata al periodo del Secondo Tempio e presumibilmente destinata a segnare la tomba (o una seconda inumazione) di Ozia, fu scoperta in un convento sul Monte degli Ulivi nel 1931, ma non c'è modo di determinare se i resti siano genuinamente di Ozia, come pietra che è stata incisa più di 700 anni dopo la morte di Ozia e fu originariamente interrata, e la provenienza della tavola resta un mistero. Un artefatto controverso chiamato la "tavoletta di Ozia" richiama atti compiuti da Ioram, re di Giuda, che regnò circa 44 anni prima di Ozia; comunque, gli studiosi sono tendenzialmente divisi sul fatto che l'iscrizione sia o meno originale.
Dopo Ozia, ciascuno dei successivi re di Giuda è attestato in qualche forma, eccetto Amon di Giuda: Iotam, successore di Ozia, è citato sul sigillo del proprio figlio e successore, Acaz,
che regnò dal 732 al 716 a.C.. Ezechia, figlio di Ahaz, è attestato da numerosi sigilli reali e Annali di Sennacherib; è registrato che Manasse pagasse tributi a Esarhaddon; Giosia non ha vestigia che lo nominino esplicitamente; comunque, sigilli appartenenti al figlio Eliashib e funzionari Nathan-melech e Asaiah è stato scoperto; e i re Ioacaz II, Ioiakim e Sedecia non sono mai esplicitamente nominati negli scritti storici ma invece si allude a loro; comunque, Ioiachin è citato per nome nei documenti babilonesi che dettagliano i motivi per cui a lui e ai suoi figli furono dati mentre erano tenuti prigionieri durante l'esilio babilonese.
Le origini della dinastia, d'altra parte, sono avvolte nel mistero. La summenzionata stele di Tel Dan rimane la sola citazione di Davide stesso al di fuori della Bibbia, e l'affidabilità storica della Monarchia Unita d'Israele è archeologicamente debole. Le strutture in pietra a gradini e le strutture in pietra grossa di Gerusalemme, assumendo che sia accurata la datazione stratigrafica contestata di Eilat Mazar alla prima età del ferro, mostrano che Gerusalemme fosse almeno popolata in qualche modo al tempo di Re Davide, e conferisce qualche credibilità nel biblico sostenere che Gerusalemme fosse originariamente una fortezza canaanita; comunque pare che Gerusalemme si sia sviluppata molto dopo la morte di Davide, mettendo in questione la possibilità che essa avesse potuto essere la capitale imperiale descritta nella Bibbia. Ai tempi di Davide, la capitale probabilmente serviva poco più di una formidabile cittadella, e il "regno" davidico era molto più probabilmente vicino a una forma di governo regionale blandamente confederato, sebbene relativamente sostanziale. D'altra parte, scavi a Khirbet Qeiyafa e Gat furono interpretate da alcuni per mostrare che Giuda era in grado di sistemare società urbane su larga scala, secoli prima di quanto sostengano studiosi minimalisti, e alcuni hanno preso l'archeologia fisica della Cananea del decimo secolo come coerente con la precedente esistenza di uno stato unificato sul suo territorio, come scoperte archeologiche dimostrano sostanziali sviluppi e crescite in molte località, plausibilmente correlate al decimo secolo a.C.. Ancora, alla luce di una generale carenza di evidenza materiale che esplicitamente indichi una Monarchia Unita, non si può positivamente accertare se alcuni portenti della narrazione biblica sulla Monarchia Unita e le origini della dinastia di Davide hanno una qualche base storica. Anche così, quanto a Davide e i suoi immediati discendenti stessi, la posizione di maggioranza, come descritto da Israel Finkelstein e Neil Silberman, autori di The Bible Unearthed, espongono che Davide e Salomone possono ben essere basati su "certi noccioli storici", e probabilmente esiste a loro proprio diritto, ma le loro storiche controparti semplicemente potrebbero non aver regnato su un benestante e sontuoso impero, come descritto nella Bibbia, e furono più probabilmente capitani di una relativamente modesta società israelita in Giuda e non regnanti su un regno vero e proprio.

## Re di Israele e Giuda

La genealogia dei Re d'Israele e di Giuda.

Secondo la Bibbia Ebraica (Tanakh), dopo essere stati scelti e diventati re, si veniva abitualmente unti con Olio Santo versato sulla testa. Nel caso di Davide, ciò avvenne ad opera del profeta Samuele.
Inizialmente, Davide fu soltanto re sulla Tribù di Giuda, dominata da Hebron, ma dopo sette anni e mezzo, le altre tribù israelite, che si trovarono prive di un capo dopo la morte di Ish-bosheth, lo scelsero anche loro come loro capo.
Tutti i successivi re in entrambi gli antichi primi uniti Regni d'Israele e i successivi Regni di Giuda sostenevano la loro diretta discendenza dal Re Davide per convalidare la loro pretesa di regnare sulle tribù israelite.
Dopo la morte del figlio di Davide, Re Salomone, le dieci tribù settentrionali del Regno di Israele respinsero la linea davidica, rifiutandosi di accettare il figlio di Salomone Roboamo e scegliendo invece come re Geroboamo e formando il settentrionale Regno di Israele. Questo regno fu conquistato nell'8º secolo a.C. dall'Impero assiro, che esiliò gran parte della popolazione del Regno Settentrionale e pose termine allo stato sovrano. Gran parte della popolazione del Regno Settentrionale d'Israele fu costretta a spostarsi in Mesopotamia e la maggior parte sparì dalla storia come le Dieci tribù perdute d'Israele, o mescolata alle popolazioni ebraiche esiliate due secoli dopo, mentre il rimanente popolo di Israele sulle alture della Samaria è diventato noto come Samaritani, durante l'era classica e i tempi moderni.

## L'esilarcato
Più tardi le autorità rabbiniche assegnarono l'ufficio di esilarca ai membri della famiglia che ne tracciava la sua patrilinea discendenza da Davide, Re d'Israele. Il più alto funzionario della Babilonia ebraica fu l'esilarca Reish Galuta, "Capo della Diaspora". Coloro che tenevano la posizione facevano risalire la loro ancestralità alla Casa di Davide, in linea maschile. Chi ricopriva la posizione era visto come un re-in-attesa, residente in Babilonia nell'Impero achemenide così come durante l'era classica. Seder Olam Zutta attribuì l'ufficio a Zerubbabel, un membro della linea davidica, che è citato come uno dei leader della comunità ebraica nel 6º secolo a.C., portando il titolo di Governatore Achemenide di Yehud Medinata.

## I periodi Asmoniano ed Erodiano
Gli Asmoniani, noti anche come Maccabei, instaurarono la loro monarchia in Giudea a seguito della rivolta contro l'ellenistica dinastia seleucide.
Gli Asmoniani non erano considerati collegati alla linea davidica né alla Tribù di Giuda. I Leviti erano sempre stati esclusi dalla monarchia israelita, così quando i Maccabei salirono al trono per ridedicare il profanato Secondo Tempio, una regola "cardinale" fu violata. Secondo gli studiosi dell'ebraismo ortodosso, viene considerato che ciò aveva contribuito alla loro caduta e a quella finale della Giudea; che le liti interne abbiano permesso l'occupazione romana e il violento insediamento di Erode il Grande quale re cliente sulla Provincia romana della Giudea e la successiva distruzione del Secondo tempio da parte del futuro Imperatore romano Tito. Durante il periodo asmoniano la linea davidica fu ampiamente esclusa dalla Casa reale in Giudea, ma alcuni membri avevano guadagnato in importanza come capi religiosi e comuni. Uno dei più noti fra questi fu Hillel il Vecchio, che si trasferì in Giudea dalla nativa Babilonia. Il suo pronipote Shimon ben Gamliel divenne uno dei leader ebraici durante la Prima guerra giudaica.

## Medioevo
L'esilarcato nell'Impero sasanide fu presto abolito a seguito della rivolta di
Mar-Zutra II nel tardo 5º secolo d.C., con suo figlio Mar-Zutra III cui fu negata la carica e risistemato a Tiberiade, allora appartenente all'Impero bizantino. Mar Ahunai visse nel periodo succedendo a Mar Zutra II, ma per quasi cinquant'anni dopo la fallita rivolta, egli non osò più comparire in pubblico, e non si sa se anche allora (circa 550 d.C.) egli in effetti agì come Esilarca. I nomi di Kafnai e di suo figlio Haninai, che furono Esilarchi nella seconda metà del 6º secolo, furono preservati.
L'esilarcato in Mesopotamia fu ufficialmente ripristinato dopo la conquista Araba nel 7º secolo d.C. e continuò a funzionare durante i primi califfati. Esilarchi continuarono a essere nominati fino all'11º secolo d.C., con alcuni membri della linea davidica dispersi attraverso il mondo islamico. Vi sono versioni contraddittorie sul destino della famiglia esilarca nell'11º secolo; secondo una versione, Hezekiah ben David, che fu l'ultimo esilarca e anche l'ultimo Gaon, fu imprigionato e torturato a morte. Due dei suoi figli fuggirono ad Al-Andalus, dove fondarono un rifugio insieme a Giuseppe, il figlio e successore di Samuel ibn Naghrillah. Comunque, The Jewish Quarterly Review dice che Hezekiah fu liberato dalla prigione, e divenne capo dell'accademia, ed è citato come tale dai contemporanei nel 1046. Un tentativo fallito di David ben Daniel della linea davidica, di stabilire un esilarcato nel mondo fatimide, ebbe termine con la sua caduta nel 1094 d.C..
Nei secoli dall'11º al 15º, famiglie che discendevano dagli Esilarchi che vivevano nel Sud della Francia (Narbona e Provenza) e nel nord della penisola iberica (Barcellona, Aragona e Castiglia) ricevettero il titolo di "Nasi" nelle comunità ed erano chiamati "uomini liberi". Essi avevano uno speciale status economico e sociale nella comunità ebraica ed erano vicini ai loro rispettivi governi, alcuni prestando servizio come consulenti e ministri del Tesoro e delle Finanze.
Queste famiglie avevano speciali diritti a Narbona, Barcellona e in Castiglia. Essi possedevano beni immobili e ricevevano il titolo di "Don" e  de la Kblriih (Della Cavalleria). Tra le famiglie dei "Figli della Libertà" vi erano le famiglie degli Abrabanel e dei Benveniste.
Nel suo libro, A Jewish Princedom in Feudal France (Un Principato Ebraico nella Francia Feudale), Arthur J. Zuckerman propone la teoria che dal 768 al 900 d.C. un Principato Ebraico, diretto dai membri dell'esilarcato, esistesse già nella Francia feudale. Comunque, questa teoria è stata ampiamente contestata.
Discendenti della casa degli esilarchi vivevano in svariati luoghi molto dopo che la funzione era estinta. Il nipote di Hezekiah ben David, attraverso il suo primogenito David ben Chyzkia, Hiyya al-Daudi, morì nel 1154 in Castiglia; secondo Abraham ibn Daud è l'antenato della famiglia ibn Yahya. Molte famiglie, già nel 14º secolo, tracciarono la loro ascendenza indietro fino a Josiah, un fratello di David ben Zakkai, che era stato esiliato a Chorasan (vedi le genealogie in [Lazarus 1890] pp. 180 e seg.). Dei discendenti degli esilarchi Karaite si è detto sopra.
Numerose famiglie ebraiche nella Penisola iberica e nella Mesopotamia continuarono a preservare la tradizione di discendenti degli Esilarchi nel Basso Medioevo, comprese le famiglie degli Abrabanel, ibn Yahya e Ben-David. Numerosi studenti aschenaziti vantavano la discendenza da
Re Davide. Per parte di padre, Rashi è stato ritenuto un discendente di 33ª generazione di Yochanan HaSandlar, che fu un discendente di quarta generazione di Gamaliele, che a sua volta si riteneva fosse discendente dalla linea davidica. Parimenti Maimonide sostenne che ci fossero 37 generazioni tra lui e Simeon ben Judah ha-Nasi, che fu anch'egli un discendente di quarta generazione di Gamaliele. Meir Perels tracciò l'ascendenza di Judah Loew ben Bezalel fino ad Hai Gaon attraverso Judah Loew's ritenuto trisnonno di Judah Leib il Vecchio e quindi proveniente anche lui dalla dinastia davidica; comunque questa pretesa è ampiamente discussa da molti studiosi come Otto Muneles.
Hai Gaon era il figlio di Sherira Gaon, che sosteneva la propria discendenza da Rabbah b. Abuha, appartenente alla famiglia degli esilarchi, quindi vantando la discendenza dalla linea davidica. Genero di Sherira era Elijah ben Menahem HaZaken. Il patriarca della famiglia Meisel, Yitskhak Eizik Meisels, era un presunto discendente di 10ª generazione degli Esilarchi, Mar Ukba. La famiglia Berduga di Meknes vantava una discendenza in via paterna dall'esilarca Bostanai. La famiglia di banchieri ebrei Louis Cahen d'Anvers vantava la discendenza dalla Linea Davidica Rabbi Yosef Dayan, che è oggi un pretendente al trono davidico in Israele e il fondatore del partito monarchico Malchut Israel, discende dalla famiglia Dayan di Aleppo, che discende in via paterna da Zakkai, il fratello minore dell'esilarca David I (d. 940). Uno dei discendenti di Hasan, Solomon ben Azariah ha-Nasi, si stabilì ad Aleppo, dove la famiglia divenne i Dayan (giudici) della città e quindi adottò il cognome Dayan.

## Eredità moderna
Nel 2012, il The Jerusalem Post riferì che la filantropa Susan Roth aveva creato la Dinastia Davidica come consociata della sua Eshet Chayil Foundation, volta a scoprire, formare un data-base e collegare i discendenti davidici e gestire il King David Legacy Center in Gerusalemme. Nel 2020, Roth scelse Brando Crawford, un discendente da entrambi i nonni, a rappresentare l'organizzazione internazionale. Il King David Legacy Center ha avuto sostegno dagli Ebrei Haredi in Gerusalemme.

## Interpretazioni ebraiche
Nell'escatologia ebraica, il termine mashiach o Messiah, nasce per riferirsi a un futuro re ebraico della linea davidica, che dovrà essere unto con olio santo per unzioni e dirigere il popolo durante l'era messianica. Al Messia ci si riferiva spesso come al "Re Messia", o, in ebraico, מלך משיח (melekh mashiach) e, in Aramaico, malka meshiḥa.
Vedute ortodosse hanno in genere sostenuto che il Messia sarebbe stato un discendente patrilineo di Re Davide, e che avrebbe riportato gli Ebrei nella Terra d'Israele, accompagnatore in un'era di pace, costruito il Terzo Tempio, padre di un erede maschio, re-istituito il Sinedrio, e così via. La tradizione ebraica allude a due redentori, entrambi chiamati mashiach e sono coinvolti con l'introduzione dell'era Messianica: Mashiach ben David; e Mashiach ben Joseph. In generale, il termine Messiah senza qualificativi, si riferisce a Mashiach ben David (Messiah, figlio di Davide).

## Interpretazioni cristiane
Nell'interpretazione cristiana l'"Alleanza davidica" 2º Samuele, 7 è intesa in vari modi, riferendosi tradizionalmente alle genealogie di Gesù nel Nuovo Testamento. Un'interpretazione cristiana della linea davidica la considera come continuazione fino a Gesù, figlio di Giuseppe, secondo le genealogie scritte in Matteo (1,1-16), discendenti di Salomone, e Luca (3,23-38), discendenti di Nathan, figlio di Davide, attraverso la linea di Maria.
Poiché gli Ebrei hanno storicamente creduto che il Messia sarebbe stato un discendente in linea maschile da Davide, la linea di Gesù è talvolta citata come motivo per cui gli Ebrei non credono che Egli fosse il Messia. Come proposto figlio di Dio, egli non poteva essere stato un maschio discendente di Davide, poiché secondo la genealogia dei suoi genitori terreni, Maria e Giuseppe, egli non aveva il giusto lignaggio, poiché egli non sarebbe stato un maschio discendente da Maria e Giuseppe, che erano discendenti di Ioiachin, poiché ai discendenti di quest'ultimo era esplicitamente escluso il dominio su Israele tramite Dio.

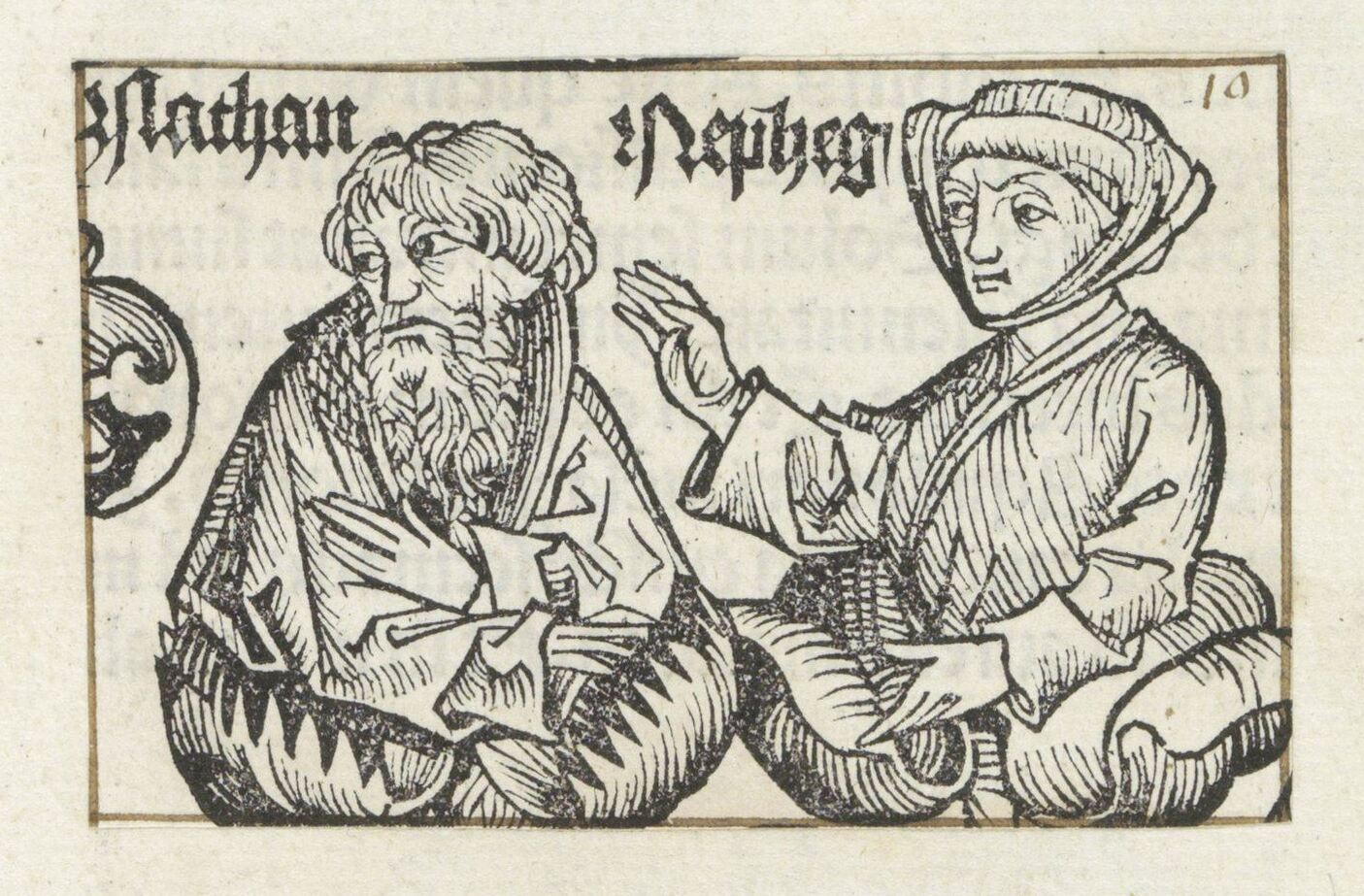
Natan, figlio di Davide e fratello di Salomone

Un'altra interpretazione cristiana enfatizza la linea minore, non-regale, la linea di Davide attraverso il fratello di Salomone, Natan, come sta scritto nel Vangelo secondo Luca (Luca, 3:3), interamente non-documentato nella Bibbia Ebraica, che è spesso interpretato come l'albero genealogico del padre di Maria.
Una tradizionale interpretazione cristiana ampiamente diffusa, vuole la discontinuità della linea principale davidica da Salomone alla linea di Ioiachin, priva di Dio, che ebbe inizio nei primi anni del 500 a.C., quando il profeta Geremia maledì il ramo principale della linea di Salomone, dicendo che nessun discendente di "[Je]Coniah" avrebbe mai più regnato sul trono d'Israele (Geremia, 22:30). Alcuni commentatori cristiani credono anche che questa stessa "maledizione" sia il motivo per cui Zorobabele, al giusto re salomonico ai tempi di Neemia, non fu dato un regno sotto l'Impero Persiano.
L'Albero di Jesse (un riferimento al padre di Davide) è una tradizionale rappresentazione artistica cristiana della connessione genealogica di Gesù a Davide.

### Interpretazioni dei Santi degli ultimi giorni
Il Movimento dei Santi degli ultimi giorni accetta Cristo come "Germoglio di Jesse" e Messia. In aggiunta, l'escatologia mormonica comprende molti riferimenti ad altre figure profetiche davidiche, incluso uno di nome Davide, che verrà negli ultimi giorni per ereditare il trono e il regno di Davide.

## Interpretazioni islamiche
Il Corano cita la Casa di Davide una volta: "Lavora, o famiglia di Davide, in gratitudine. E alcuni dei miei servi sono grati." e menziona lo stesso Davide sedici volte.
Secondo alcune fonti islamiche, qualcuno dei residenti ebrei in Arabia apparteneva alla linea davidica; Mohammad-Baqer Majlesi scrive: "Un uomo ebreo della linea di Davide entrò a Medina e trovò la gente profondamente addolorata. Egli chiese alla gente: Che cosa c'è che non va? Qualcuno gli rispose: il Profeta Maometto se n'è andato".